# 津村泰彦
津村 泰彦（つむら やすひこ、1947年4月2日）は、ウクレレ奏者、ウクレレ講師、ギタリスト、作曲家、編曲家。静岡県伊東市出身。

## 来歴
幼児期にヴァイオリン、思春期にウクレレとギターを手にする。　アマチュアバンドを経て、法政大学在学中、ザ・ダウンビーツ（コロムビア・レコード）「素敵なタミー」でデビュー。シングル4枚をリリース。その後、寺本圭一とカントリージェントルマン、石津啓介とバンダルス、ミッキー・カーチスとバンガーズ他のグループに参加。
1968年森寿男とブルーコーツに入団。英国への音楽留学を経て、プロ・ミュージシャンとしてフリーに活動を開始。横田俊明（フルート室内楽）、松岡直也（ラテン）、森山良子（フォーク）、越路吹雪（ミュージカル）などと共演し、その他、多くの歌手のツアーをサポート。
1973年 - 1980年にかけて3回の渡英。75年 - 85年にかけて5回の渡米。
1980年インドおよびシルクロード。1981年韓国。1990年旧ソヴィエトなど広く世界に演奏の場を求め、演奏活動を展開し、演奏技術、感覚、欧米のセッションワーク、文化、言語等を実体験し、学び、身につけた（シンギング・イン・ザ・レイン、コーラス・ラインなどのツアーに参加）。
ピンクレディー、井上陽水、吉幾三のレコードにスタジオ・ミュージシャンとして参加する。フィーチャリング・アルバム（サンサーラ、アッサラム・アレィコム）2枚を残して引退。
2000年キム・ヨンジャにアルバムの一曲を提供し、ニューヨーク録音に参加。
また最近のミュージシャン活動としては、2009年2月19日にウクレレによるアルバム「湘南」を発売したほか、2010年7月には津村がウクレレやギターでアニメやゲームの楽曲を弾く動画がYouTube、ニコニコ動画に多数投稿され、話題を呼んだ。
2011年 NTTナレッジ･スクウェア株式会社が運営するネットスクールにてウクレレ講座を開設。独自のラダー譜を使ってウクレレを教えている。
2011年11月6日、初のウクレレリサイタル「The First」を原宿クロコダイルにて開催。
2012年3月14日 ニコニコ生放送「つるの剛士『つるのうた2』リリース記念特番 過去音源一挙放送&本人生出演!」にゲスト出演。つるの剛士とのウクレレのセッションを披露した。

## 楽曲提供
- 「うわさの男カリフォルニア味」布施明、JASRAC作品コード：010-8082-2
- 「ヨコハマ・ホームタウン」小山仁美、JASRAC作品コード：023-5971-5
- 「もう一度」宮川たかし、JASRAC作品コード：037-5111-2
- 「我、常しえに…」小山仁美、JASRAC作品コード：049-8663-6
- 「みちくさ」瀬川瑛子、JASRAC作品コード：051-5904-1
- 「落ち葉のように…」星まさ子、JASRAC作品コード：075-9706-1
- 「11月の雨」星まさ子、JASRAC作品コード：075-9709-6
- 「NOVEMBER RAINY DAY～11月ﾉ雨～」星まさ子、JASRAC作品コード：084-3623-1
- 「ONE AFTER ANOTHER」彩木優花、JASRAC作品コード：091-5116-8